# 11269 Книр
11269 Книр (11269 Knyr) — астероїд головного поясу, відкритий 26 серпня 1987 року.
Тіссеранів параметр щодо Юпітера — 3,648.